# Melanostomias
Melanostomias es un género de peces de la familia Stomiidae. Hay 16 especies reconocidas en este género:
- Melanostomias bartonbeani A. E. Parr, 1927
- Melanostomias biseriatus Regan & Trewavas, 1930
- Melanostomias globulifer Fowler, 1934
- Melanostomias macrophotus Regan & Trewavas, 1930
- Melanostomias margaritifer Regan & Trewavas, 1930
- Melanostomias melanopogon Regan & Trewavas, 1930
- Melanostomias melanops A. B. Brauer, 1902
- Melanostomias niger Gilchrist & von Bonde, 1924
- Melanostomias nigroaxialis Parin & Pokhil'skaya, 1978
- Melanostomias paucilaternatus Parin & Pokhil'skaya, 1978
- Melanostomias pauciradius Matsubara, 1938
- Melanostomias pollicifer Parin & Pokhil'skaya, 1978
- Melanostomias stewarti Fowler, 1934
- Melanostomias tentaculatus (Regan & Trewavas, 1930)
- Melanostomias valdiviae A. B. Brauer, 1902
- Melanostomias vierecki Fowler, 1934